# Марк Теренций Варон Лукул
Марк Теренций Варон Лукул (на латински: Marcus Terentius Varro Lucullus; * 116 г. пр. Хр.; † 56 г. пр. Хр.) е римски политик и генерал на късната Римска република.
Варон Лукул е по-младият брат на Луций Лициний Лукул. Той е роден като Марк Лициний Лукул, после е осиновен от Марк Теренций Варон.
Варон Лукул поддържа Сула, чиято жена е негова братовчедка. Той служи при братовчед си Квинт Цецилий Метел Пий като легат в Северна Италия и става през 81 г. пр. Хр. понтифекс.
През 79 г. пр. Хр. Варон Лукул заедно с по-стария си брат е едил и организира внушителни игри. Три години по-късно става претор и председател на съда за неримски жители. През 73 г. пр. Хр. е избран заедно с Гай Касий Лонгин за сеньор консул.
През 72 г. пр. Хр. е проконсул на провинция Македония. Там води война срещу племето на бесите и завоюва черноморските полиси Аполония (днес Созопол), Калатис (днес Мангалия), Томис (днес Кюстенджа) и Олбия за което през 71 г. пр. Хр. празнува триумф.
Марк Теренций Варон Лукул се връща от Македония по-рано, заради войната на Спартак. През 66 или 65 г. пр. Хр. е съден за активността си при диктатор Сула, но е освободен. През 57/58 г. пр. Хр. се застъпва за връщането на Цицерон от изгнание.